# São José dos Basílios
São José dos Basílios là một đô thị thuộc bang Maranhão, Brasil. Đô thị này có diện tích 362,617 km², dân số năm 2007 là 7061 người, mật độ 19,47 người/km².